# Казахский педагогический институт
Казахский педагогический институт имени Абая — высшее учебное заведение в Казахской ССР. В 1992 года на базе института был образован Алматинский государственный университет имени Абая.

## История
Институт был основан в октябре 1928 года под названием «Казахский государственный университет» по решению Совета народных комиссаров Казахской АССР от 23 марта этого же года. В год открытия состоял из единственного педагогического факультета с тремя отделениями: физико-математическим, естественным и лингвистическо-педагогическим. В 1928/29 учебном году в вузе обучалось 124 студента и работало 9 преподавателей-профессоров. Первым ректором КазПИ был профессор С. Д. Асфендияров. Институт расположился в здании Верненской мужской гимназии.
В дальнейшем планировалось создание трёх факультетов — педагогического, сельскохозяйственного и медицинского, которые должны были начать работу в 1932/33 учебном году. Однако в интересах интенсивного развития народного образования было решено развивать вуз как самостоятельный педагогический институт. Поэтому с 1930 года название вуза сменилось на «Казахский педагогический институт» (КазПИ), а в 1935 году институту было присвоено имя Абая.
Серьёзной проблемой для Казахского педагогического института в то время была комплектация штата квалифицированными научно-педагогическими кадрами. В 1930-х годах в институте читали лекции С. Сейфуллин, У. Джандосов, М. Ауэзов, С. Муканов, Б. Шалабаев, К. Жубанов и другие. Огромную роль в становлении и развитии института сыграла помощь, которую оказали многие учебные заведения братских республик, в особенности РСФСР, в частности вузы Москвы и Ленинграда. Они щедро делились богатством своих библиотек, оборудованием для кабинетов. В те годы на педагогическую работу в КазПИ приехали такие известные ученые, как литературовед Н. Н. Фатов, математик Б. Л. Кругляк, физик В. Ф. Захваткин и многие другие.
В организации первого вуза Казахстана большую роль сыграл выдающийся государственный деятель, талантливый ученый и педагог Санжар Асфендияров. Он возглавил организационно-методическую работу вуза и принял первых студентов, внес неоценимый вклад в формирование учебно-материальной базы учебного заведения, в обеспечение учебниками, в подбор преподавателей.
Уже первые годы становления и развития института ознаменовались тем, что он начал поставлять стране высококвалифицированных специалистов для начальной и средней школ. Со временем значительно повысился уровень подготовки специалистов, возникла целая традиция обучения и воспитания будущих учителей. Стали проводиться первые научные исследования в области языка, литературы и истории, что оказало влияние на обретение институтом статуса научного центра. Таким образом, к концу 1930-х годов накопленный образовательный опыт, повышение материально-технической базы, комплектация кадрового состава учеными-педагогами способствовало тому, что КазПИ стал восприниматься по всей стране и за её пределами как большой научно-образовательный центр. Именно Казахскому педагогическому институту принадлежит заслуга в подготовке условий для создания и развития впоследствии широкой сети высших учебных заведений. С 1939 года начала в институте начала действовать аспирантура.
Первое восхождение на Пик Советов было выполнено альпинистами Казахского педагогического института им. Абая — Д. Туганбаевым, С. Семиным, Л. Игнатовым под руководством тренера В. Зимина в августе 1938 года.
В годы Великой Отечественной войны на фронт добровольцами и по мобилизации ушли около 160 студентов и педагогов. Званиями Героя Советского Союза были удостоены М. Габдуллин, Р. Токатаев, А. Хусаинов, К. Сураганов. Продолжая функционировать в годы войны, в институте преподавали многие видные учёные страны, работавшие в эвакуации Алма-Ате: И. И. Мещанинов, В. И. Чернышев, В. Г. Фесенков, Н. Н. Варнавский, Н. Ф. Бельчиков и другие.
После окончания войны, в связи с ростом потребностей школ Казахстана в квалифицированных учителях, институт увеличил прием студентов в институт: в 1946 году на первый курс дневного отделения было принято 362 студента, в 1956 году — уже 567.
В 1974 году институту, как главному педагогическому вузу республики, было предоставлено право изданий тематических сборников, трудов профессорско-преподавательского состава и аспирантов вузов системы Министерства просвещения Казахской ССР.
Казахский педагогический институт им. Абая встретил в 1978 году свой 50-летний юбилей и 12 октября 1978 года Указом Президиума Верховного Совета СССР был награждён орденом Трудового Красного Знамени (за достижения в области подготовки и воспитания педагогических кадров).
В 1980-х годах в институте проводилась научно-исследовательская работа по сложным проблемам системы образования населения, проводились ежегодные учебно-методические конференции. В то же время в целях улучшения материальной базы института был реализован вопрос жилищного строительства для гуманитарных факультетов, строительство двух общежитий и обеспечение жильём молодежи. Таким образом, особое внимание было уделено социальным и бытовым условиям молодых специалистов.
В 1990 году институт был преобразован в Казахский государственный педагогический университет имени Абая.
24 ноября 1992 года, постановлением Кабинета Министров Республики Казахстан Казахский государственный педагогический университет имени Абая преобразован в Алматинский государственный университет имени Абая (ныне Казахский национальный педагогический университет).

## Ректоры вуза[7]
- 1928—1931 годы — Асфендиаров, Санджар Джафарович
- 1931—1938 годы — Алманов, Баймен Алманович
- 1938—1940 годы — Толыбеков, Сергали Еспембетович
- 1940—1942 годы — Адильгереев, Халел Мухамеджанович[каз.]
- 1942—1947 годы — Искаков, Ахмеди Искакович
- 1947—1950 годы — Толыбеков, Сергали Еспембетович
- 1950—1953 годы — Закарин, Аскар Закарьевич
- 1953—1963 годы — Габдуллин Малик
- 1963—1974 годы — Толыбеков, Сергали Еспембетович
- 1974—1980 годы — Жумабеков, Жунусбек Жумабекович
- 1980—1987 годы — Касымов, Кулжабай Абдыкалыкович
- 1987—1992 годы — Садыков, Токмухамед Сальменович